# Vincent d'Indy
Vincent d'Indy (París, 27 de març de 1851 - París, 2 de desembre de 1931) va ser un compositor i professor de música francès.

## Biografia
D'Indy va nàixer a París al si d'una família monàrquica i catòlica. Va rebre lliçons de piano des de molt petit, però segons el desig de la seua família va estudiar Dret. No obstant això, després va decidir-se per la música. Va esdevenir un devot seguidor de César Franck al Conservatori de París. Com a deixeble de Franck, d'Indy admirava el simfonisme alemany.

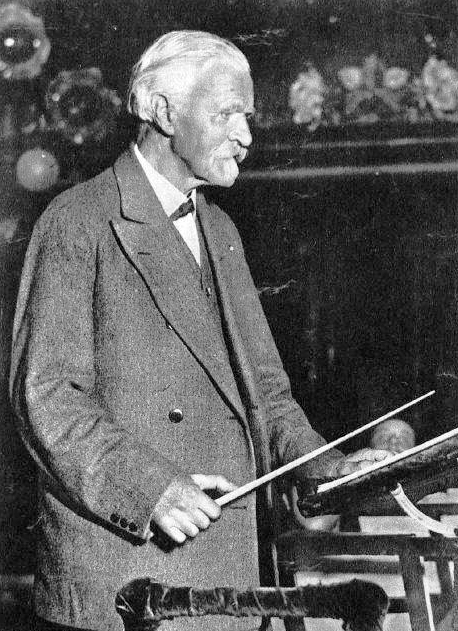
D'Indy dirigint un concert de l'Orquestra de Pau Casals a Barcelona

Amb Charles Bordes i Alexandre Guilmant, va fundar la Schola Cantorum, un conservatori franckista, el 1894. D'Indy hi va fer classe fins a la seua mort, compatibilitzant aquest treball amb el de professor del Conservatori de París. Ha estat acusat sovint d'antisemitisme (com el seu inspirador musical Wagner). La seua ideologia monàrquica el va portar a afiliar-se al partit de dreta Action Française. No obstant això, va guanyar-se el respecte de músics totalment oposats a la seua visió musical, com ara Camille Saint-Saëns, Claude Debussy, Pierre Monteux, i Charles Munch.
Entre els seus nombrosos pupils s'hi troben la flor i nata d'aquella època. (vegeu llista d'alumnes)
Poques obres de d'Indy s'executen avui dia amb regularitat. Les obres més conegudes són la Symphonie Cévenole o Symphonie sur un chant montagnard français (Simfonia sobre un cant muntanyenc francès) per a piano i orquestra (1886), i Istar (1896), un poema simfònic en forma de variacions.
Va compondre música simfònica, de cambra, obres per a piano i per a veu, així com diverses òperes incloent-hi Fervaal (1897). Com en el cas de Franck, les obres de d'Indy mostren la influència de Richard Wagner (d'Indy va assistir a l'estrena de Der Ring des Nibelungen de Wagner al Bayreuth Festspielhaus el 1876).
D'Indy va ajudar a reviscolar un gran nombre d'obres de música antiga. Per exemple va fer una edició de l'òpera de Claudio Monteverdi L'incoronazione di Poppea.
Els seus escrits musicals inclouen un Cours de composition musicale en tres volums (1903), escrit en col·laboració, així com estudis sobre Franck i Beethoven.

## Alumnes de d'Indy
- Ion Nonna Otescu,[1]
- Marcel Orban,[2]
- Dumitru Georgescu Kiriac,
- Georges Elbert Migot,[3]
- Leevi Madetoja,[4]
- Arthur Hoérée,[5]
- Stan Golestan,[6]
- Alberto Gasco,[7]
- Narciso Garay Díaz (1876-1953) https://www.ecured.cu/Narciso_Garay
- Louis Fourestier (1882-1976),
- Henri Gagnebin (1886-1977)
- Ahmet Adnan Saygun,
- Jean Poueigh,[8]
- Auguste Sérieyx,[9]
- Erik Satie,
- Bohuslav Martinů,
- Gösta Nystroem,[10]
- Albert Roussel,
- Isaac Albéniz,
- Arthur Honegger,
- Eduardo Torner,[11]
- Darius Milhaud (de família jueva),
- Alfred Alessandrescu,
- Victor Vreuls,
- Henri Tomasi,
- els argentis Carlos Alberto Olivares i Floro Meliton Ugarte[12]
- Daniel Gregory Mason,[13]
- Joseph Canteloube (que més tard escriurà una biografia de d'Indy),
- Jakob Kostakovsky[14]
- Marcelle Soulage[15]
- la cantant Jeanne-Marie Berthier,
- Leon-Charles Delcroix (1880-1938).[16]
- Stanislaw Kazuro (1881-1961).
- Lucijan Marija Škerjanc, (1900-1973).[17]
- Feliks Władysław Starczewski, (1868-1945).[18]
- Isabelle Nef.

## Obres

### Obres amb número d'Opus

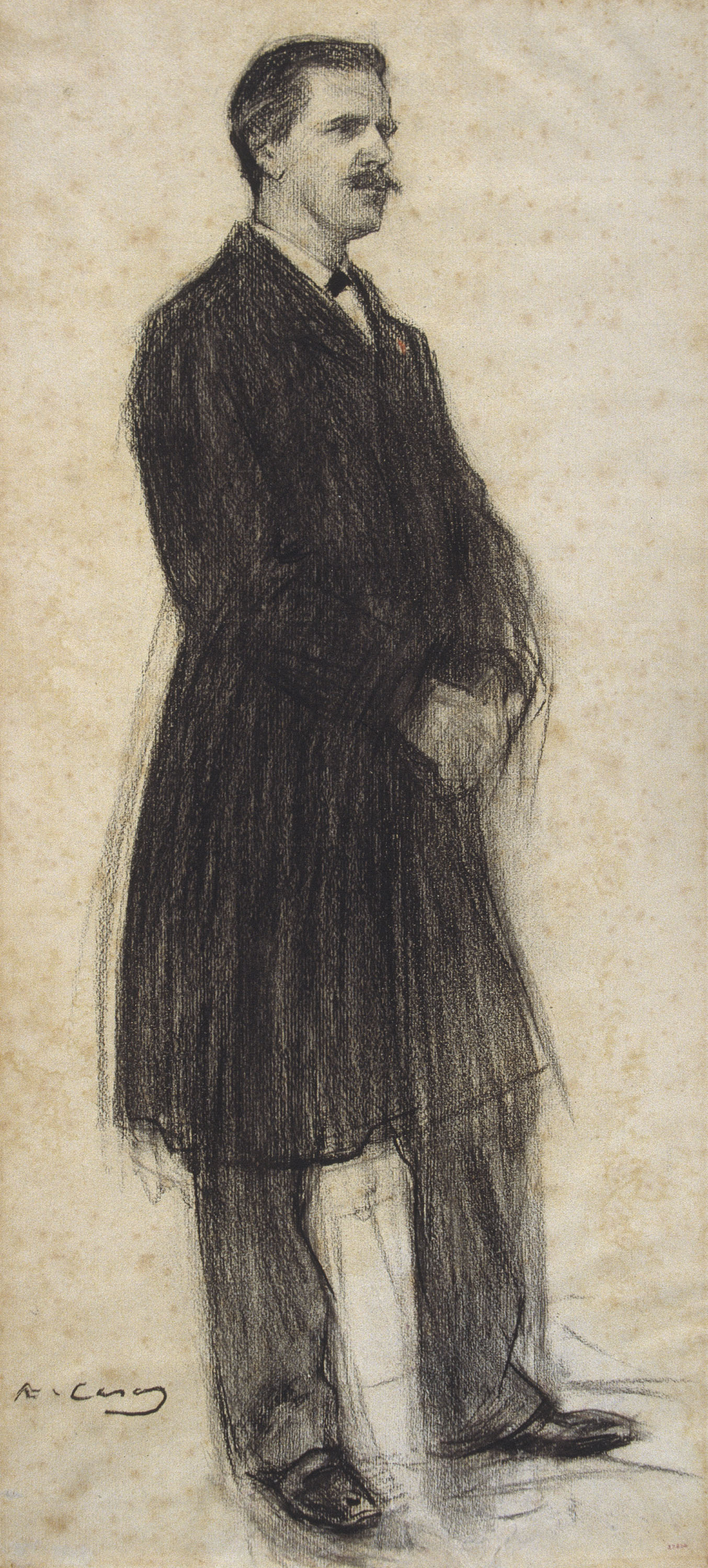
D'Indy vist per Ramon Casas (MNAC).

- Op. 1, Sonata per a piano en do menor (1869)
- Op. 2, La chanson des aventuriers de la mer per a cor masculí, piano, i quintet de corda, sobre Victor Hugo (1872)
- Op. 3, Attente, cançó per a veu i piano sobre Victor Hugo (1871)
- Op. 4, Madrigal, cançó per a veu i piano sobre de Bonnières (1872)
- Op. 5, Jean Hundaye, simfonia (1874-5)
- Op. 6, Antoine et Cléopatre, obertura sobre Shakespeare (1876)
- Op. 7, Quartet amb piano en la menor (1878-88)
- Op. 8, La forêt enchantée (Harald), llegenda simfònica sobre Uhland (1878)
- Op. 9, Petite sonata dans la forme classique per a piano (1880)
- Op. 10, Plainte de Thécla, cançó sobre de Bonnières i Friedrich Schiller (1880)
- Op. 11, Au galop (Melodie espagnole), cançó sobre de Bonnières (1876-9)
- Op. 12, Wallenstein, tres obertures simfòniques sobre Schiller (1870-81)
  - No. 1 Le camp
  - No. 2 Les piccolomini
  - No. 3 La mort de Wallenstein
- Op. 13, Clair de lune, cançó per a soprano i piano sobre Victor Hugo (1872), orch. (1881)
- Op. 14, Attendez-moi sous l'orme, opéra-comique en un acte sobre J. Prével (1876-82)
- Op. 15, Poème des montagnes, poema simfònic per a piano (1881)
- Op. 16, Quatre pièces per a piano (1882)
- Op. 17, Helvétia, tres valsos per a piano (1882)
- Op. 18, Le chant de la cloche, llegenda dramatique amb pròleg i set escenes, text de d'Indy sobre Schiller, per a solistes, doble cor i orquestra (1879-83), també adaptat per a l'escena
- Op. 19, Lied per a violoncel/viola i orquestra (1884)
- Op. 20, L'amour et la crane, cançó per a veu i piano sobre Charles Baudelaire (1884)
- Op. 21, Saugefleurie, llegenda per a orquestra sobre de Bonnières (1884)
- Op. 22, Cantate Domino, càntic per a tres veus i orgue (1885)
- Op. 23, Sainte Marie-Madeleine, cantata per a soprano, veus femenines, piano, i harmònium (1885)
- Op. 24, Suite dans la style ancien en Re per a trompeta, dues flautes i quartet de corda (1886)
- Op. 25, Symphonie sur un chant montagnard français (Symphonie cévenole) per a piano i orquestra (1886)
- Op. 26, Nocturne per a piano (1886)
- Op. 27, Promenade per a piano (1887)
- Op. 28, Sérénade et valse per a orquestra (1885)
- Op. 29, Trio en Si bemoll per a clarinet/violí, violoncel, i piano (1887)
- Op. 30, Schumanniana, tres cançons sense paraules per a piano (1887)
- Op. 31, Fantaisie sur de thèmes populaires français per a oboè i orquestra (1888)
- Op. 32, Sur la mer, per a veus femenines (1888)
- Op. 33, Tableaux de voyage, tretze peces per a piano (1889)
- Op. 34, Karadec, música incidental per al drama d'A. Alexandre (1890)
- Op. 35, Quartet de corda No. 1 in D (1890)
- Op. 36, Tableaux de voyage (orp. 1892 sobre obres per a piano Op. 33/1. 2. 5. 4, 6, 13)
- Op. 37, Cantate de fête pour l'inauguration d'une statue per a baríton, veus, i orquestra sobre E. Augier (1893)
- Op. 38, Prélude et petit canon à trois parties per a orgue (1893)
- Op. 39, L'art et le peuple, per a quatre veus masculines sobre Hugo (1894), orch. (1918)
- Op. 40, Fervaal, acció musical amb pròleg i tres actes (1889-93)
- Op. 41, Deus Israel conjungat vos, motet per a quatre o sis veus (1896)
- Op. 42, Istar, variacions simfòniques (1896)
- Op. 43, Lied maritime, cançó per a veu i piano (1896)
- Op. 44, Ode à Valence, per a soprano, veus masculines, i orquestra sobre Genest (1897)
- Op. 45, Quartet de corda No. 2 en Mi (1897)
- Op. 46, Les noces d'or du sacerdoce, càntic per a veu i harmònium sobre P. Delaporte (1898)
- Op. 47, Médée, música incidental sobre C. Mendès (1898)
- Op. 48, La première dent, cançó per a veu i piano sobre J. de La Laurencie (1898)
- Op. 49, Sancta Maria, succure miseris, motet per a dos veus iguals i orgue (1898)
- Op. 50, Chansons et danses per a instruments de vent (1898)
- Op. 51, Vêpres du commun des martyrs per a orgue (1899)
- Op. 52, Quatre-vingts huit chansons populaires du Vivarais (1900)
- Op. 53, L'Étranger, acció musical en dos actes (1898-1901)
- Op. 54, Marche du 76ème régiment d'infanterie per a banda militar (1903)
- Op. 55, Choral varié, per a saxòfon/viola i orquestra (1903)
- Op. 56, Mirage, cançó per a veu i piano sobre P. Gravollet (1903)
- Op. 57, Simfonia No. 2 en Si bemoll (1902-3)
- Op. 58, Les yeux de l'aimée, cançó per a veu i piano (1904)
- Op. 59, Sonata per a violí en Do (1903-4)
- Op. 60, Petite chanson grégorienne per a piano a quatre mans (1904)
- Op. 61, Jour d'été à la montagne, tríptic simfònic (1905)
- Op. 62, Souvenirs, poema per a orquestra (1906)
- Op. 63, Sonata per a piano en Mi (1907)
- Op. 64, Vocalise, cançó per a veu i piano (1907)
- Op. 65, Menuet sur le nom de Haydn per a piano (1909)
- Op. 66, Pièce en Mi bemoll per a harmònium (1911), pub. per a orgue (1912) i com Prélude (1913)
- Op. 67, La légende de Saint-Christophe, drame sacre en tres actes (1908-15), llibret de d'Indy sobre la llegendae aurea de J. de Voragine
- Op. 68, Treize pièces brèves per a piano (1908-15)
- Op. 69, Douze pièces brèves faciles dans le style classique de la fin du XVIIIe siècle per a piano (1908-15)
- Op. 70, Simfonia No. 3 Sinfonia brevis de bello gallico (1916-18)
- Op. 71, Cent thèmes d'harmonie et réalisations (1907-18)
- Op. 72, Sarabande et menuet per a quintet de vent (1918), arr. de l'Op. 24
- Op. 73, Sept chants de terroir per a piano a quatre mans (1918)
- Op. 74, Pour les enfants de tous les âges, vint-i-quatre peces per a piano (1919)
- Op. 75, Pentecosten, vint-i-quatre càntics populars Gregorians, per a veu, cor, i orgue (1919)
- Op. 76, Veronica, música incidental sobre C. Gos (1919-20)
- Op. 77, Poèmes des rivages, suite simfònica (1919-21)
- Op. 78, Dos cançons Escolars per a dues veus sobre anon. (1921)
- Op. 79, Ave, regina coelorum, motet per a quatre veus (1922)
- Op. 80, Le rêve de Cinyras, comèdia musical en tres actes sobre X. de Courville (1922)
- Op. 81, Quintet amb piani en sol menor (1924)
- Op. 82, Trois chansons populaires françaises per a quatre veus (1924)
- Op. 83, Deux motets en l'honneur de la canonisation de Saint Jean Eudes per a quatre veus (1925)
- Op. 84, Sonata per a violoncel en Re (1924-5)
- Op. 85, Thème varié, fuga i coral per a piano (1925)
- Op. 86, Contes de fées, cinc peces per a piano (1925)
- Op. 87, Diptyque méditerranéen per a orquestra (1925-6)
- Op. 88, O dominea mea', motet per a dues veus iguals i orgue (1926)
- Op. 89, Concert per a flauta, violoncel, i corda (1926)
- Op. 90, Six chants populaires français (1927)
- Op. 91, Suite per a flauta, trio de corda, i arpa (1927)
- Op. 92, Sextet en Si bemoll per a two violins, dues violes, i dos violoncels (1927)
- Op. 93, Le bouquet de printemps per a tres veus femenines sobre anon. (1928)
- Op. 94, Madrigal à deux voix, cançó per a soprano i violoncel sobre Charles d'Orléans (1928)
- Op. 95, Six paraphrases sur des chansons enfantines de France (1928)
- Op. 96, Quartet de corda No. 3 en Re bemoll (1928-9)
- Op. 97, Les trois fileuses, per a tres veus iguals sobre M. Chevais (1929)
- Op. 98, Trio amb piano en Sol (1929)
- Op. 99, Fantaisie sur un viel air de ronde française per a piano (1930)
- Op. 100, Six cahnts populaires français per a quatre veus (1930)
- Op. 101, Cinquante chansons populaires du Vivarais (1930)
- Op. 102, Chanson en form de canon à l'octave per a soprano i baríton (1931)
- Op. 103, Chant de nourrice per a tres veus iguals sobre J. Aicard (1931)
- Op. 104, Le forgeron per a tres veus i quartet de corda sobre Aicard (1931)
- Op. 105, La vengeance du mari per a soprano i dos tenors, quatre veus, i petita banda de vent/piano (1931), pub. com Op. 104

### Obres sense número d'Opus
orquestral
- Simfonia núm.. 1 en la Symphonie italienne (1870-72)
- La divine comédie, poema simfònic sobre Dante (1871)

Cambra
- Scherzo en Re per a quartet amb piano (1871)
- Mosaïque sur Fervaal per a banda militar (1897)
- Trois petites pièces (1907-15)
  - No. 1 en Re per a flauta i piano
  - No. 2 en Si bemoll per a clarinet i piano
  - No. 3 en Fa per a trompa i piano
- Rondino per a quatre trompetes (1911)
- Quartet de corda núm. 4 (1931, incomplet)

Piano
- Quatre romances sans paroles (1870)

Veu
- O gai soleil per a dues veus (1909)
- Vive Henry quatre per a quatre veus i instruments de vent/piano (1909), harmonització de cançó by anon.

Cançons per a veu i piano
- L'Académie Française nous a nommés tous trois, autor de la lletra dubtós, possiblement d'Indy (1888)
- Vingt-neuf chansons populaires du Vivarais et du Vercors (1892)
- Deux chansons enfantines (1896)
- Six chansons anciennes du Vivarais (1926)
- Ariette pour Tina (1927)
- Cinq chansons folkloriques et deux rigaudons à une voix (c. 1931)